# 新庄徳洲会病院
新庄徳洲会病院（しんじょうとくしゅうかいびょういん）は、山形県新庄市にある医療機関。徳洲会グループが運営している。

## 概要
山形県内では庄内余目病院に次ぎ、2番目となる徳洲会グループの病院である。山形県立新庄病院や最上町立最上病院、町立金山診療所、町立真室川病院といった病院や診療所と連携し、最上医療圏を担う医療機関の一つとなっている。

## 建物概要
- 構造：鉄筋コンクリート地上7階
- 建築面積：5,260.082
- 延床面積：13,866.99m2

## 沿革
- 1998年（平成10年) 12月1日 - 開院。

## 診療科
- 内科
- 腎臓内科
- 循環器科
- 外科
- 整形外科
- 泌尿器科
- リハビリテーション科
- 耳鼻咽喉科
- 放射線科
- 歯科口腔外科

## アクセス
- 車
  - JR奥羽本線新庄駅から10分[4]。
  - 山形空港より40分[4]。
  - 庄内空港より60分[4]。

駐車場台数180台

## 周辺
- 東北中央自動車道（尾花沢新庄道路・新庄北道路） 新庄インターチェンジ
- 国道13号
- 国道47号